# ژنومیک معاصر
ژنومیک معاصر نشریه علمی داوری همتا است که به وسیله انتشارات علمی بنتام به چاپ می‌رسد. سردبیر آن کریستین نری است. این نشریه به شیوه تخصصی به بررسی تمام ابعاد ژنومیک می‌پردازد. بر اساس گزارش استنادی مجلات در سال ۲۰۱۱، ضریب تاثیرگذاری این مجله ۲٫۴۰۸ بوده است. این نشریه در پایگاههای علمی زیر نمایه شده است
- نمایه استنادی علوم
- اسکوپوس
- پاب‌مد
- مدلاین